# کتابخانه ملی اندونزی
کتابخانه ملی اندونزی در سال ۱۹۸۰ با وظایف زیر آغاز به کار کرد: حفاظت از آثار چاپی ملی، جمع‌آوری آثاری که توسط اندونزی‌ها یا دربارهٔ کشور اندونزی در هر نقطه از جهان چاپ می‌شود، چاپ کتاب‌شناسی ملی و ایفای نقش مرکز ملی به منظور همکاری بین کتابخانه‌ای در کشور و خارج از کشور. در اواسط دههٔ ۱۹۸۰ لایحهٔ قانون واسپاری در مجلس اندونزی به تصویب رسید و در سال ۱۹۸۴ مجموعهٔ کتابخانه به ۶۵۰۰۰۰ جلد رسید و در حالی که ساختمان جدبد کتابخانه در دستور بحث و بررسی بود، کتابخانه به محلی موقتی انتقال یافت.